# Баратанг

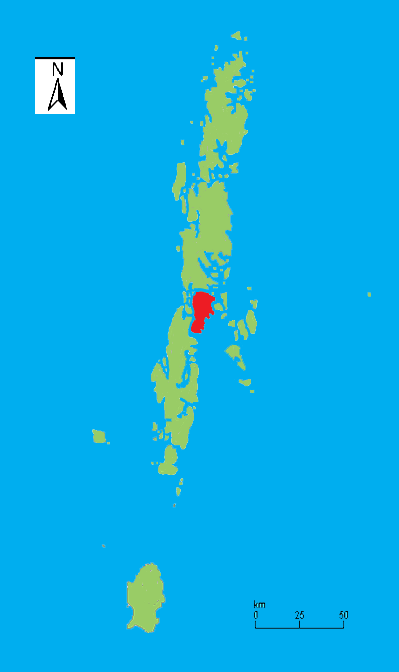
Баратанг

Барата́нг, або о́стрів Барата́нг (англ. Baratang Island) — острів у складі Андаманських островів. Розташований у центрі острівної групи Великий Андаман, між Бенгалською затокою і Андаманським морем. Належить до району Північний і Середній Андаман, складової індійської союзної території Андаманські і Нікобарські острови. Площа — 242,6 км2; довжина — 27,8 км, ширина — 14 км. Протяжність берегової лінії — 117 км. Найвища точка — 76 м. Населення — 5691 особа (2011); густота населення — 23,45 осіб / км2. Батьківщина мисливців-збирачів пучікварів. Основні мови — гінді, андаманські мови. Найбільший населений пункт — Ніамбур. Постраждав від землетрусу в Індійському океані 2004 року.